# Bom thùng

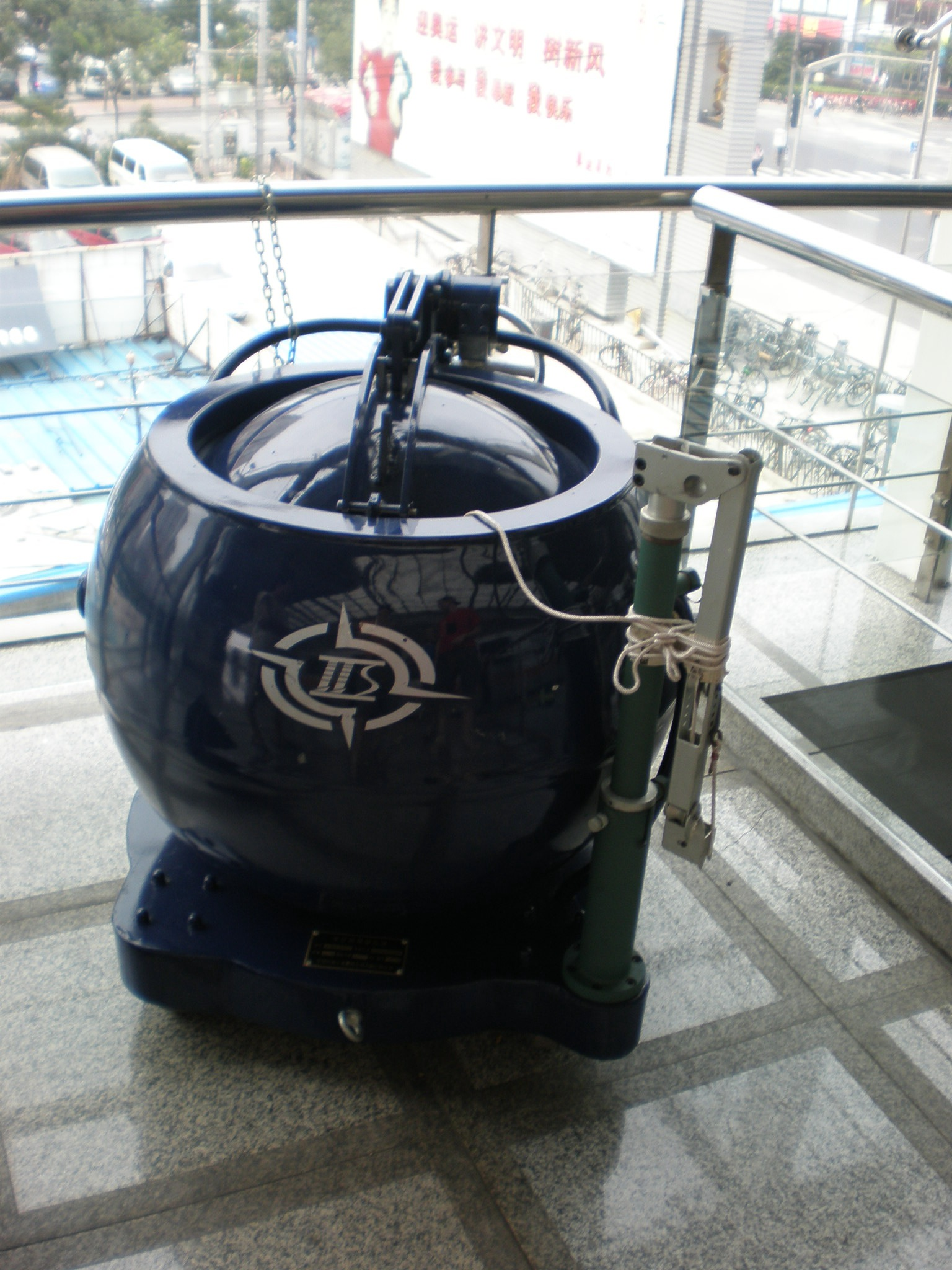
Một dạng bom thùng

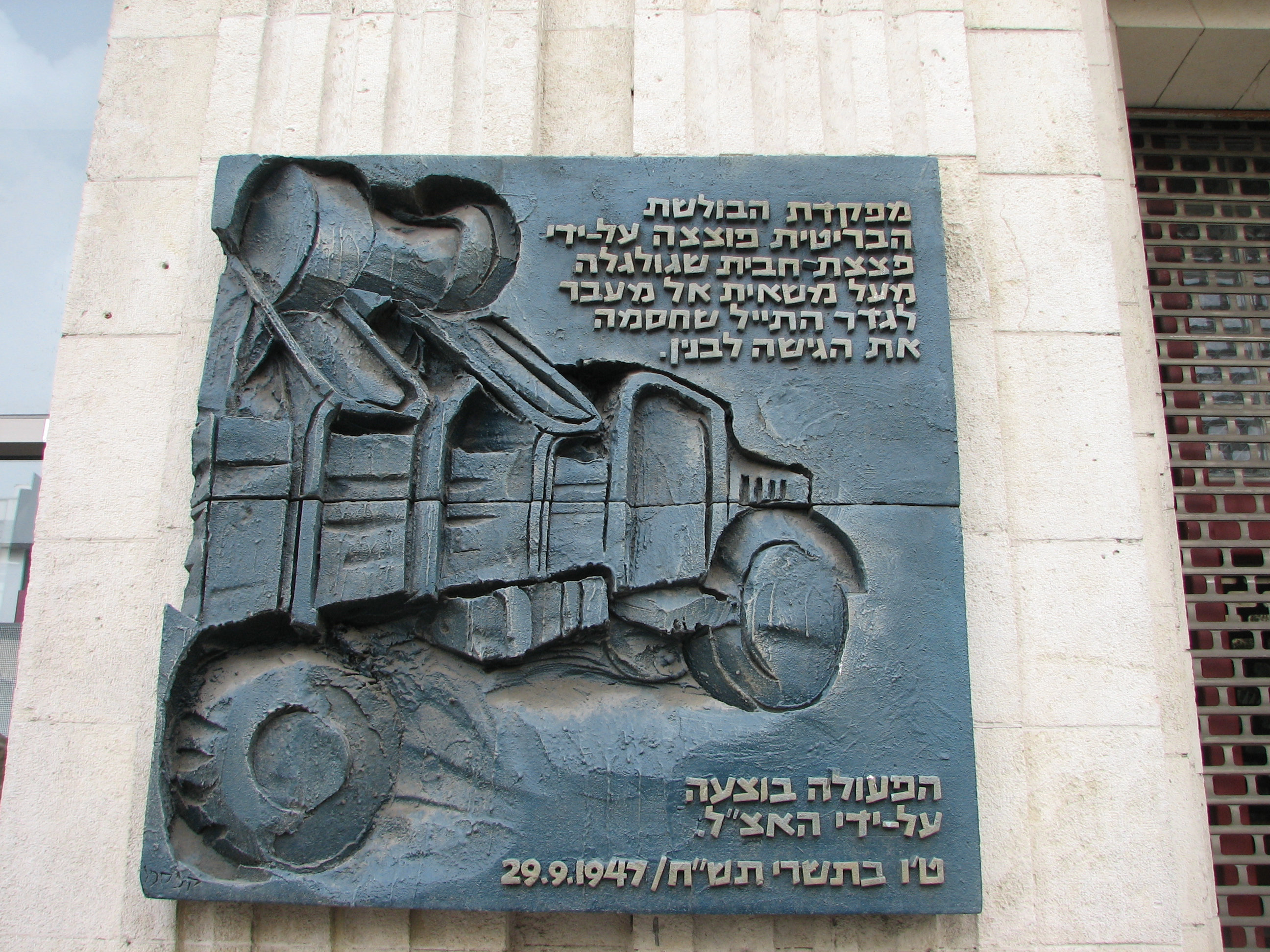
Bảng tưởng niệm việc đánh bom tòa nhà Khiat ở Haifa vào ngày 29 tháng 9 năm 1947

Bom thùng (tiếng Anh: Barrel bomb) là một dạng thiết bị nổ tự tạo. Thông thường, một quả bom thùng thường được làm từ một thùng kim loại đã được lấp đầy bằng chất nổ cao, có thể mảnh kim loại, viên bi, dầu, hóa chất, và được một máy bay trực thăng chở đến và quăng xuống khu vực hoạt động. Do số lượng lớn chất nổ có thể được nén vào thùng, độ chính xác kém của bom và thường sử dụng bừa bãi ở các khu vực đông dân cư (bao gồm cả các trại tị nạn), các vụ nổ đã gây hậu quả tàn bạo. Các nhà phê bình đã xếp bom thùng vào loại vũ khí khủng bố và bất hợp pháp, bị cấm theo công ước quốc tế.
Bom thùng là rẻ hơn và dễ sản xuất hơn so với vũ khí thông thường. Các vật liệu nổ có thể bao gồm ví dụ các loại phân bón như amoni nitrat và dầu đốt. Thùng chứa có thể là thùng bằng kim loại theo nhiều loại và kích cỡ khác nhau, ví dụ có thể dùng nồi hơi cũ, thùng chứa để đun nóng nước, có thể được lắp thêm một cánh quạt. Do sự sắp xếp ngẫu hứng, lực nổ và hiệu ứng phân mảnh thường là thấp hơn so với bom mảnh thông thường, mà chất nổ, hình dáng và mảnh đã được tối ưu hóa.
Việc sử dụng bom thùng sớm nhất được ghi nhận là ở Nam Sudan trong những năm 1990, nơi bom được tung ra từ những máy bay vận tải. Bom thùng cũng đã được sử dụng rộng rãi bởi các lực lượng Iraq trong các cuộc đụng độ tại Anbar đầu năm 2014. Các chuyên gia tin rằng bom thùng sẽ tiếp tục được sử dụng rộng rãi tại các cuộc nổi dậy và chiến đấu ở các quốc gia không ổn định vì chúng có giá thành rẻ để thực hiện và tận dụng những lợi thế của bộ máy quyền lực của chế độ.